# Laguna Carapã
Laguna Carapã là một đô thị thuộc bang Mato Grosso do Sul, Brasil. Đô thị này có diện tích 1733,845 km², dân số năm 2007 là 5813 người, mật độ 3,35 người/km².